# Amangeldy Muralijew

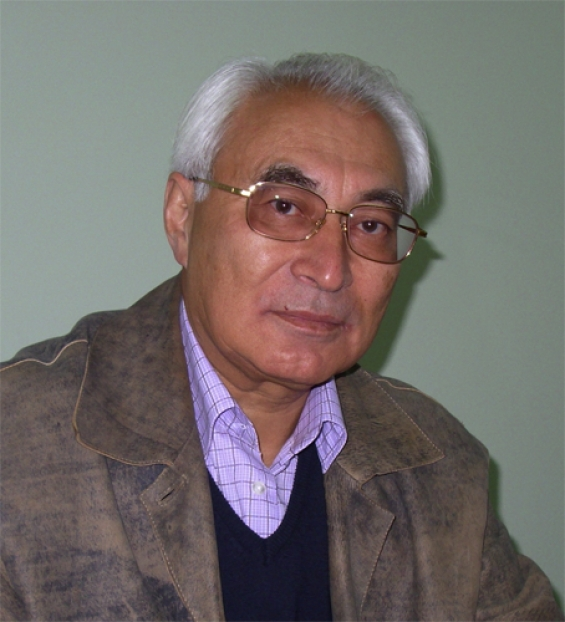
Amangeldy Muralijew

Amangeldy Mursadykowitsch Muralijew (kirgisisch Амангелды Мурсадыкович Муралиев, wiss. Transliteration Amangeldy Mursadykovič Muraliev, * 7. August 1947 in Kum-Aryk, Rajon Kalinin, Oblast Frunse, Kirgisische SSR, Sowjetunion) in  ist ein kirgisischer Politiker, der vom 12. April 1999 bis zum 21. Dezember 2000 als Nachfolger Dschumabek Ibraimows 6. Premierminister Kirgisistans unter Präsident Askar Akajew war.

## Leben
Amangeldy Mursadykowitsch Muralijew wurde am 7. August 1947 in Kum-Aryk im Norden der Kirgisischen SSR geboren. 1967 schloss er an der mechanischen Fakultät der Hochschule für Lebensmittelindustrie in Karabalta sein Studium ab und arbeitete dort zunächst als Mechaniker in der Zuckerfabrik Karabalta. Gleichzeitig leistete er von 1967 bis 1969 seinen Wehrdienst bei der Sowjetarmee in Chabarowsk ab, bei der er Sergeant war. Ab 1969, nach der Beendigung seines Wehrdienstes, war er Vorarbeiter in der Zuckerfabrik Karabalta. Von 1970 bis 1973 war er Ingenieur in der Versuchsanlage für elektrische Vakuumtechnik in Frunse (heute Bischkek). Danach betätigte er sich als leitender Konstrukteur im Konstruktionsbüro für Heuerntegeräte, ehe er 1976 Ausbilder der Industrie- und Transportabteilung des Parteikomitees der Stadt Frunse wurde. Parallel dazu begann er ein Studium am Polytechnischen Institut Frunse in der Fachrichtung Maschinenbautechnik. Von 1978 bis 1982 fungierte Muralijew als Direktor des Frunse-Werks für schwere Elektrotechnik „Tjaschelektromasch“. Danach war er bis 1988 Generaldirektor des kirgisischen Automobilbau-Produktionsverbandes „Kyrgysawtomasch“. 1990 studierte er erneut an der Akademie für Volkswirtschaft beim Ministerrat der UdSSR, wo er auf Wirtschaft und Organisation der Verwaltung und Planung der Volkswirtschaft spezialisiert war.
1988 wurde er zum Vorsitzenden des Exekutivkomitees des Stadtsowjets der Volksdeputierten, also zum Bürgermeister Frunses, gewählt. Nach 1991, als Kirgisistan von der Sowjetunion unabhängig wurde, war Muralijew Staatssekretär, Vorsitzender des Staatsausschusses der Republik Kirgisistan für Wirtschaft, Mitglied des Präsidiums des Ministerkabinetts, Mitglied des Präsidialrats und des Stadtrats von Frunse, nunmehr Bischkek. 1992 wurde er Finanzminister, trat im März 1993 aber aufgrund von Unstimmigkeiten mit dem damaligen Premierminister Tursunbek Tschyngyschew wieder zurück. Nach seinem Rücktritt war er 1993 Präsident der Union der Hersteller und Unternehmer Kirgisistans, bevor er zum Vorsitzenden des Staatsausschusses der Kirgisischen Republik für Wirtschaft ernannt wurde. 1994 wurde er dann Vorstandsvorsitzender des Staatseigentumsfonds. Diese Position hielt er bis 1996 inne, als er zum stellvertretenden Premierminister befördert wurde. Im selben Jahr verlor er den Posten jedoch und wurde stattdessen Gouverneur des Oblus Osch. In diesem Amt verblieb Muralijew bis 1999. Am 12. April wurde er zum Premierminister Kirgisistans ernannt.
Im Jahr 2000 wurde er von Kurmanbek Bakijew abgelöst. Er fungierte danach bis 2004 als Präsident der kirgisischen Börse. 2004 bis 2005 war Muralijew Minister für wirtschaftliche Entwicklung, Industrie und Handel Kirgisistans.
Im Jahr 2008 war Muralijew Mitgründer der Bewegung Einiges Kirgisistan. Seit 2010 ist er Vorstandsvorsitzender von Kyrgysaltyn. Unter der Regierung Rosa Otunbajewas war er erneut stellvertretender Premierminister.
Muralijew ist verheiratet und hat zwei Kinder.
Er ist für eine Reihe von Erfindungen verantwortlich, von denen ein Großteil in Produktion ging.

## Auszeichnungen
- Manas-Orden 1. Klasse[2]
- Geehrter Industriearbeiter der Kirgisischen Republik[2]
- Ehrenurkunde des Obersten Sowjets der Kirgisischen SSR[2]
- Erfinder der UdSSR[2]